# Ghulam Mohammad Shah
Ghulam Mohammad Shah (* 20. Juli 1920 in Srinagar; † 6. Januar 2009 ebenda) war ein indischer Politiker. Er hatte vom 2. Juli 1984 bis zum 5. März 1986 das Amt des Chief Ministers des Bundesstaates Jammu und Kashmir inne.
1944 trat er der von seinem Schwiegervater Mohammed Abdullah gegründeten Partei Jammu & Kashmir National Conference bei.
Shah löste 1984 seinen Schwager Farooq Abdullah als Chief Minister ab. Seine eigene Amtszeit wurde März 1986 durch eine President’s rule beendet und Farooq Abdullah wurde erneut Chief Minister.
Shah war verheiratet und hatte zwei Söhne und eine Tochter.